# Vesthovde-naka Iwa
Vesthovde-naka Iwa är en kulle i Antarktis. Den ligger i Östantarktis. Norge gör anspråk på området. Toppen på Vesthovde-naka Iwa är 38 meter över havet.
Terrängen runt Vesthovde-naka Iwa är kuperad åt sydost, men norrut är den platt. Havet är nära Vesthovde-naka Iwa norrut. Trakten är obefolkad. Det finns inga samhällen i närheten. 